# Universidade da Cidade de Hong Kong

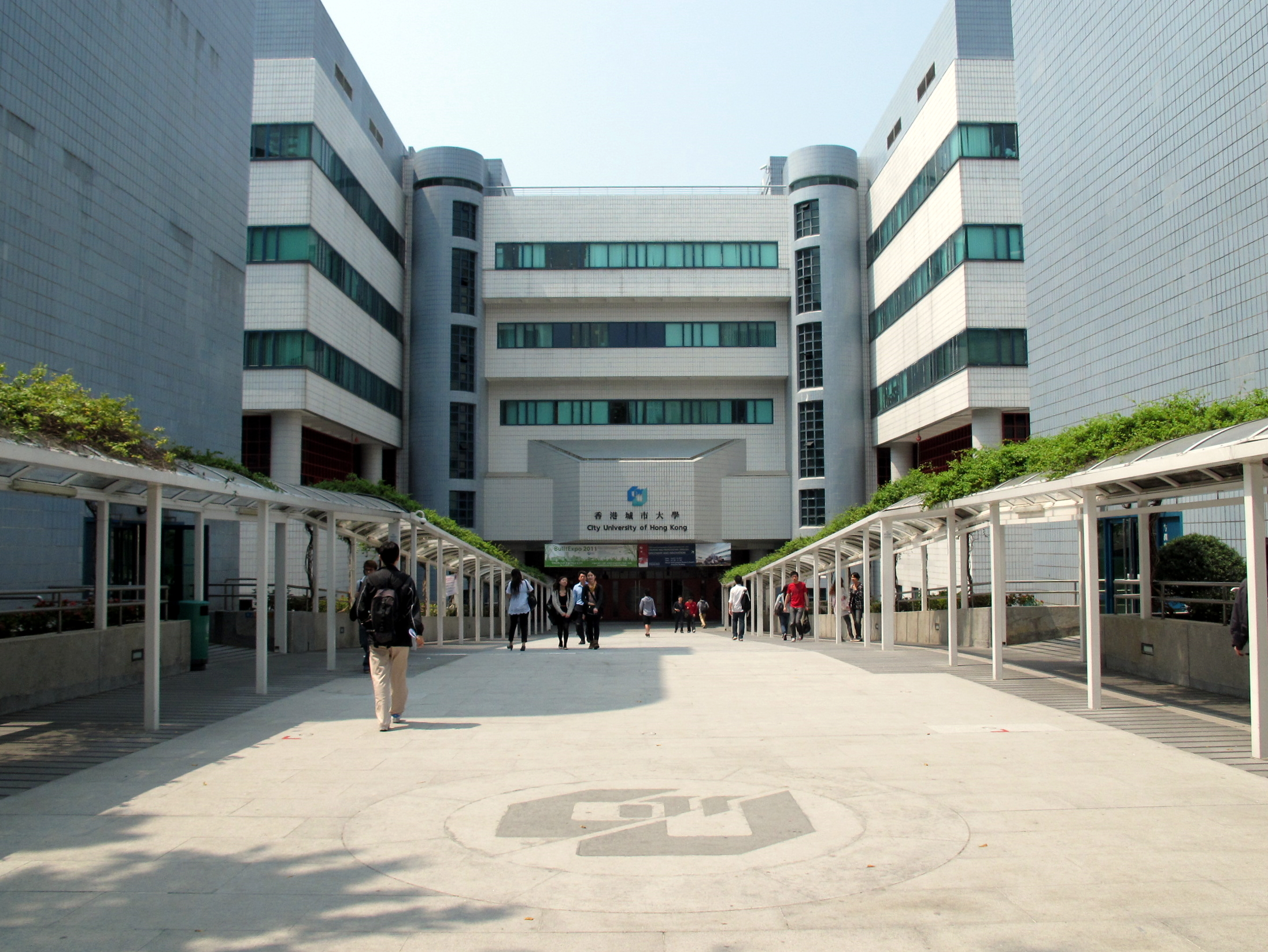
Campus Acadêmico da CityU

A Universidade da Cidade de Hong Kong (em inglês, City University of Hong Kong) é uma universidade pública localizada em Hong Kong. Fundada em 1984 como Centro Politécnico de Hong Kong, recebeu o status de universidade em 1994. Nos últimos anos, a City U tem sido apontada como uma das principais universidades asiáticas . 

## Alunos e Corpo Doscente
Em 2011, a universidade conta com cerca de 18.000 alunos matriculados e mais de 3.000 funcionários . 

## Faculdades e Cursos Acadêmicos
Mais de 130 programas acadêmicos são oferecidos pela CityU dentro de suas faculdades: Administracão, Ciências Humanas e Sociais, Engenharia, Mídia Criativa, Direito, Energia e Meio-Ambiente.

## Reconhecimento Internacional
Apesar de ser uma universidade nova, a CityU goza de grande reconhecimento internacional pelo seu sucesso acadêmico . Segundo o Times Higher Education-QS World University Rankings de 2011, a universidade é considerada a décima quinta melhor universidade da Ásia e a 110 do mundo .